# Vuelo 847 de TWA

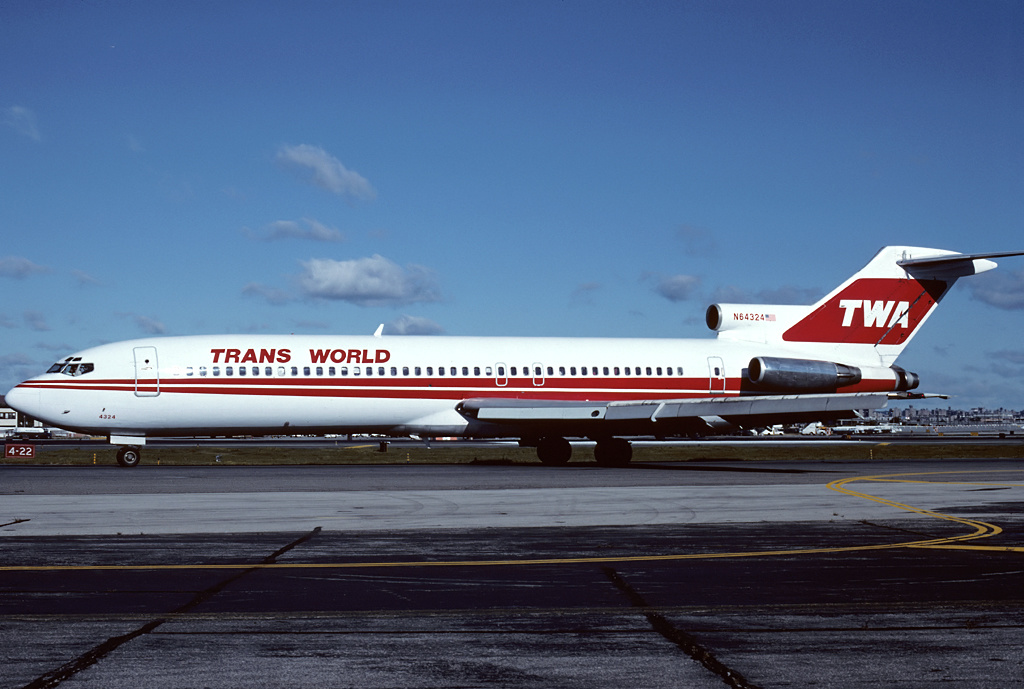
Boeing 727-200 de TWA, similar a la aeronave involucrada en el secuestro.

El vuelo 847 de TWA (Trans World Airlines) fue un vuelo de El Cairo, Egipto, a San Diego, California, Estados Unidos, con escalas en Atenas, Grecia; Roma, Italia; Boston y Los Ángeles, ambas en Estados Unidos. En la mañana del viernes 14 de junio de 1985, el vuelo fue secuestrado por miembros de Hezbolá y de la Yihad Islámica poco después de despegar de Atenas. Los secuestradores buscaban la liberación de setecientos chiitas musulmanes de la custodia israelí.
Los pasajeros y la tripulación sufrieron una terrible experiencia intercontinental de tres días. Algunos pasajeros fueron amenazados y otros, golpeados. Los pasajeros con nombres judíos fueron movidos aparte de los otros. El buzo Robert Stethem, de la Marina de los Estados Unidos, fue asesinado, y su cuerpo fue arrojado a la pista. Decenas de pasajeros fueron tomados como rehenes durante las dos semanas siguientes hasta que fueron liberados por sus captores luego de que sus demandas fueron cumplidas.

## Eventos del secuestro
El vuelo 847 fue operado con un Boeing 727-200, matrícula N64339. La mañana del 14 de junio, la tripulación era el capitán John Testrake, el primer oficial Philip Maresca, el piloto e ingeniero de vuelo Christian Zimmermann (que fue clave en la resolución del secuestro), el administrador del servicio de vuelo Uli Derickson, y las asistentes de vuelo Judith Cox, Hazel Hesp, Elizabeth Howes y Helen Sheahan.
A las 10:10 horas, el vuelo partió de Atenas a Roma. Poco después de despegar, fue tomado por dos libaneses de habla árabe que, a través de la seguridad del aeropuerto de Atenas, pasaron de contrabando una pistola y dos granadas.  Algunos de los responsables de ese atentado eran Ali Atwa, Hasan Izz-al-Din, Mohammed Ali Hamadei, y otros. El rostro de un joven Imad Mugniyah recorrió el mundo en una fotografía tomada durante el secuestro en la cual se lo veía amenazando con un arma al piloto del avión, y esta foto aparecía en los ofrecimientos de cinco millones de dólares a cambio de información que para enjuiciar a los responsables del atentado y asesinato del piloto de la foto.
Hubo un ofrecimientos de cinco millones de dólares a cambio de información para enjuiciar a los responsables del atentado y asesinato del piloto de la foto.  Mohammed Ali Hamadi fue capturado y sentenciado a cadena perpetua en Alemania.

### A Beirut, luego a Argel
En el espacio aéreo griego, el vuelo fue desviado de su destino original, Roma, hacia Medio Oriente e hizo su primera parada, por varias horas, en el Aeropuerto Internacional de Beirut, Líbano, donde se intercambió a diecinueve pasajeros por combustible. Durante este tiempo, Líbano estaba en medio de una guerra civil y Beirut se dividió en sectores controlados por diferentes milicias chiitas, Amal y Hezbolá.
Esa tarde, el avión continuó a través del Mediterráneo hacia Argel, Argelia, donde veinte pasajeros fueron liberados durante una parada de cinco horas, antes de regresar a Beirut esa noche.

### Regreso a Beirut
El Aeropuerto Internacional de Beirut estaba rodeado por un barrio chiita, sin seguridad perimetral, y había sido superado por las milicias islámicas. Los residentes cercanos podían conducir a la pista sin problemas. Los secuestradores habían golpeado sistemática y regularmente a todos los pasajeros militares, pero durante su parada ellos seleccionaron al buzo de la Marina estadounidense Robert Stethem, golpeándole, disparándole en la sien derecha, arrojando su cuerpo fuera del avión hacia la pista y disparándole otra vez, pidiendo permiso a otros musulmanes chiitas que operaban la torre de control para conseguir más combustible. Siete pasajeros estadounidenses, que presuntamente tenían apellidos judíos, fueron sacados del avión y mantenidos como rehenes en una prisión chiita de Beirut.

### Argel y Beirut otra vez
Casi una docena de hombres bien armados se unieron a los secuestradores antes de que el avión regresara a Argel el día siguiente, sábado 15. Allí, sesenta y cinco pasajeros y los cinco miembros femeninos de la tripulación (asistentes de vuelo y sobrecargo) fueron liberados.
Los secuestradores deseaban volar a Teherán, Irán, pero misteriosamente retornaron a Beirut por tercera vez la tarde del domingo 16, y permanecieron allí por razones desconocidas.
Las demandas iniciales de los secuestradores incluían la liberación de los Kuwait 17, los involucrados en el bombardeo a la embajada de Estados Unidos en Kuwait en 1983; la liberación de los setecientos sesenta y seis chiitas libaneses trasladados a la Prisión de Atleat, en Israel, en conjunto con su inmediato retiro del Líbano (una retirada había estado en marcha desde enero y ya estaba prácticamente terminada); y la condena internacional de Israel y Estados Unidos.
El gobierno griego liberó al cómplice Ali Atwa y, a cambio, los secuestradores dejaron ir a ocho ciudadanos griegos, incluido el cantante Demis Roussos, quienes fueron llevados en un avión de negocios del gobierno griego desde Argelia de regreso a Atenas.
La tarde del lunes 17, los cuarenta rehenes restantes fueron tomados del avión y mantenidos cautivos en todo Beirut por el Hezbolá. Nabih Berri era el jefe de la milicia Amal y el ministro de Justicia en el gabinete de Líbano. Uno de los rehenes fue liberado cuando tuvo problemas al corazón. Los otros treinta y nueve permanecieron cautivos hasta la intervención del presidente Ronald Reagan el 30 de junio, cuando ellos y los pilotos mantenidos en el avión fueron llevados al patio de una escuela local y reunidos con periodistas internacionales, y conducidos a Siria por la Cruz Roja Internacional, al Hotel Sheraton y a una conferencia de prensa en Damasco. Los rehenes entonces abordaron un avión de carga C-141B Starlifter de la Fuerza Aérea de Estados Unidos y volaron a la base aérea de Rin-Meno, en Alemania Occidental, donde fueron recibidos por el vicepresidente George H. W. Bush, interrogados, examinados por médicos, y luego trasladados sin escalas a la Base de la Fuerza Aérea Andrews, en Estados Unidos, fueron recibidos por el presidente Reagan y la primera dama. Durante las semanas siguientes, Israel liberó a más de setecientos prisioneros chiitas, aunque aseguró que la liberación de los presos no estaba relacionada con el secuestro.